# 맨어 위키백과

맨어 위키백과는 맨어로 운영되는 위키백과 언어판이다. 기호는 gv이다.